# André de Marchiennes
André Sylvius de Marchiennes (1116-1196) est un ecclésiastique et chroniqueur français des XIIe-XIIIe siècles, également appelé André Sylvius ou André Dubois.

## Biographie
Il fut moine de l'abbaye d'Anchin, et prévôt ou prieur de l'abbaye de Marchiennes, abbaye bénédictine dans le comté de Hainaut. Sous l'influence des princes qui souhaitaient s'établir des ascendances prestigieuses, parfois jusqu'à Charlemagne, il se pencha dans les sources généalogiques, contournant souvent l'exactitude historique.
Il meurt en février, probablement 1196, date à laquelle s'arrête sa chronique, à l'âge de 80 ans.

## Œuvres
- André de Marchiennes composa entre 1184 et 1196 à la prière de Pierre (évêque d'Arras), une chronique universelle divisée en trois livres, comprenant chacun une race de rois de France : l'Historia succincta de gestis et successione regum francorum (1196)[1].

Il s'agit d'une compilation pour la période avant 1136 et utile à partir de cette date pour l'histoire de l'Artois et du comté de Flandre.
Son ouvrage eut un grand succès au Moyen Age et fut souvent réutilisé.
On prête également à André de Marchiennes une participation anonyme aux Miracula sanctae Rictrudis, conservé dans la bibliothèque de Valence. De manière moins vraisemblable, il aurait participé à une chronique de l'abbaye de Marchiennes, Chronicon Marchianense, composée entre 1199 et 1202, publié dans la Bibliotheca Belgica en 1643 par Valère André.
On lui attribue aussi les Genealogiae Aquicinctinae, et le Poleticum Marchianense.

## Postérité de l'œuvre
Sa chronique fut continuée par Guillaume d'Andres, abbé de l'abbaye Saint-Médard d'Andres puis par un anonyme de Marchiennes.
Plusieurs manuscrits de la chronique d'André de Marchiennes sont connus : bibliothèques d'Arras, Douai, Valence, BnF.
En 1633, Raphaël de Beauchamp, moine de Marchiennes, a imprimé le texte de la chronique avec des prolégomènes, des notes, des commentaires et des appendices.
Luc d'Achery a repris le texte en l'englobant dans la Chronique de Guillaume d'Andres et l'a réédité dans son Spicilegium en 1723.

## Pour approfondir